# Paris (Arkansas)
Paris es una ciudad ubicada en el condado de Logan en el estado estadounidense de Arkansas. En el Censo de 2010 tenía una población de 3532 habitantes y una densidad poblacional de 283,4 personas por km².

## Geografía
Paris se encuentra ubicada en las coordenadas 35°17′23″N 93°43′21″O / 35.28972, -93.72250. Según la Oficina del Censo de los Estados Unidos, Paris tiene una superficie total de 12.46 km², de la cual 11.72 km² corresponden a tierra firme y (5.94%) 0.74 km² es agua.

## Demografía
Según el censo de 2010, había 3532 personas residiendo en Paris. La densidad de población era de 283,4 hab./km². De los 3532 habitantes, Paris estaba compuesto por el 93.43% blancos, el 2.43% eran afroamericanos, el 0.62% eran amerindios, el 0.65% eran asiáticos, el 0% eran isleños del Pacífico, el 1.05% eran de otras razas y el 1.81% pertenecían a dos o más razas. Del total de la población el 2.29% eran hispanos o latinos de cualquier raza.